# Henry Banks
 Henry Banks  va ser un pilot estatunidenc de curses automobilístiques nascut el 14 de juny del 1913 a Anglaterra, però va créixer a Royal Oak, Michigan.
Banks va guanyar diverses curses en diferents categories, arribant a córrer a la Champ Car a les temporades 1938-1952 incloent-hi la cursa de les 500 milles d'Indianapolis de diversos d'aquests anys.
Henry Banks va morir el 18 de desembre del 1994 a Indianapolis, Indiana.

## Resultats a la Indy 500
| Any    | Cotxe  | Sortida | Vel. mitja | Ranking | Final  | Voltes | V. líder | Retirat      |
| ------ | ------ | ------- | ---------- | ------- | ------ | ------ | -------- | ------------ |
| 1938   | 33     | 31      | 116.279    | 31      | 21     | 109    | 0        | Motor        |
| 1946   | 3      | 21      | 120.220    | 25      | 27     | 32     | 0        | Motor        |
| 1947   | 43     | 26      | 120.923    | 18      | 24     | 36     | 0        | Pèrdua d'oli |
| 1950   | 12     | 21      | 129.646    | 29      | 25     | 112    | 0        | A 23 voltes  |
| 1951   | 1      | 17      | 133.899    | 12      | 6      | 200    | 0        | Va acabar    |
| 1952   | 2      | 12      | 135.962    | 12      | 19     | 184    | 0        | A 16 voltes  |
| Totals | Totals | Totals  | Totals     | Totals  | Totals | 673    | 0        |              |

| Curses       | 6 |
| Poles        | 0 |
| Voltes líder | 0 |
| Victòries    | 0 |
| Top 5        | 0 |
| Top 10       | 1 |
| Retirades    | 3 |

## A la F1
El Gran Premi d'Indianapolis 500 va formar part del calendari del campionat del món de la Fórmula 1 entre les temporades 1950 a la 1960.
Els pilots que competien a la Indy durant aquests anys també eren comptabilitats pel campionat de la F1.
Henry Banks va participar en 3 curses de F1, debutant al Gran Premi d'Indianapolis 500 del 1950.

### Palmarès a la F1
- Participacions: 3
- Poles: 0
- Voltes Ràpides: 0
- Victòries: 0
- Pòdiums: 0
- Punts vàlids per la F1: 0